# Fakultet za informacione tehnologije Univerziteta Mediteran
Fakultet  za informacione tehnologije djeluje u okviru Univerziteta Mediteran i predstavlja prvu akademsku ustanovu u Crnoj Gori koja omogućuje savremeno obrazovanje iz oblasti informacionih tehnologija. Ova ustanova u okviru svoje djelatnosti obavalja osnovne, specijalističke i magistarske studije koje se odvijaju po Bolonjskoj deklaraciji. Osim toga na fakultetu je omogućeno vršenje naučno istraživačkog rada, treninga kao o drugih inovacija u znanju.

## Smjerovi
Na Fakultet za informacione tehnologije se izučava jedan studijski program sa tri usmjerenja i to:
- informacioni sistemi
- softverski inžinjering
- računarske mreže i telekomunikacije

## Distance learning
Distance learning je vid studiranja koji omogućava svim onim studentima koji nisu u mogućnosti da prate nastavu na fakultetu, praćenje nastave putem interneta. Ovaj vid studiranja je u potpunosti prilagođen studentima.

## Sertifikati i licence
Fakultet u toku školovanja omogućuje studentima sticanje međunarodno priznatih sertifikata i dobijanja licenci kao sto su: 
- ECDL
- ORACLE
- CISCO

## FIT saradnja
Fakultet za informacione tehbologije ima razvijenu sarađuje sa IT kompanijama iz Crne Gore kao i fakultetima iz okruženja i inostranstva.